# Václav Antoš
Václav Antoš, né le 19 janvier 1905 à Prague (Bohême austro-hongroise) et mort le 23 janvier 1978 dans cette même ville, est un nageur tchécoslovaque.
Il a participé aux Jeux olympiques d'été de 1924 à Paris et aux Jeux olympiques d'été de 1928 à Amsterdam et a été médaillé de bronze aux championnats d'Europe de natation de 1927.

## Biographie
Aux Jeux olympiques d'été de 1924 à Paris, Václav Antoš est engagé sur les 400 mètres et 1 500 mètres nage libre messieurs ainsi que le relais 4 × 200 mètres nage libre. Sur le 400 mètres, il réalise 5 min 34 s 80 et termine deuxième de sa série, se qualifiant pour les demi-finales. En 5 min 53 s 20, il termine dernier et de sa course et des demi-finales et s'arrête là. Sur le 1 500 mètres, il nage 24 min 44 s, quatrième de sa série, il n'est pas qualifié pour les demi-finales. Le relais tchécoslovaque 4 × 200 mètres, en 11 min 12 s 80 réalise le meilleur troisième temps des séries se qualifiant pour les demi-finales. Mais, il déclare forfait.
Lors des premiers Championnats d'Europe de natation de 1926 à Budapest, Václav Antoš atteint la finale du 400 mètres nage libre ; avec 5 min 44 s, il se classe 6e. L'année suivante, à Bologne, pour les Championnats d'Europe, il monte sur la troisième marche du podium sur le 400 mètres nage libre avec 5 min 16 s 60 ; au 1 500 mètres, il nage 22 min 1 s 40 mais termine au pied du podium.
Aux Jeux olympiques d'été de 1928 à Amsterdam, Václav Antoš est engagé sur les 400 mètres et 1 500 mètres nage libre. En série du 400 mètres, il nage 5 min 39 s 80, il se classe 3e mais n'est pas qualifié pour les demi-finales. Il en est de même au 1 500 mètres nage libre : il réalise 22 min 43 s, il se classe 3e mais n'est pas qualifié pour les demi-finales.
Il envisage de participer aux Olympiades populaires de Barcelone en 1936. Cela lui vaut d'être arrêté en 1940 lors de l'occupation allemande. Libéré, il reste sous surveillance jusqu'à la fin de la guerre. Ensuite, il travaille en tant qu'entraîneur de natation.